# Галлер, Михаэль (композитор)
Михаэль Галлер (нем. Michael Georg Haller; 1840—1915) — немецкий церковный музыкант и композитор.

## Биография
Родился 13 января 1840 года в Нойзате  (нем.) близ Наббурга.
По окончании духовной семинарии в Регенсбурге, в 1864 году был рукоположён в священники. Вскоре стал префектом «Dompräbende» (хоровое училище для мальчиков) и принялся основательно изучать церковную музыку под руководством Йозефа Шремса. В 1867 году стал капельмейстером Старой капеллы в Регенсбурге. Основав в Регенсбурге церковно-музыкальную школу, преподавал в ней контрапункт и вокальную композицию. В 1882 году он недолгое время занимал должность капельмейстера Регенсбургского собора, одновременно руководя хором собора. В 1899 году стал каноником коллегиального капитула Старой капеллы.
Написал 18 месс (2—6-гласные с сопровождением инструментов или органа и а capella), несколько книг 3—8-гласных мотетов, псалмы, литании, Те Deum, а также мелодрамы, струнные квартеты и прочее. Кроме того публиковал статьи в «Kirchenmusikalische Jahrbücher» Габерля и составил руководства: «Kompositionslehre für den polyphonen Kirchengesang» и «Modulationen in den Kirchentonarten». 
Папа Лев XIII наградил его крестом «За заслуги перед Церковью и Папой». Вюрцбургский университет присвоил ему звание почётного доктора.
Умер в Регенсбурге 4 января 1915 года.